# Denise Djokic
Denise Djokic (* 13. November 1980 in Halifax/Nova Scotia) ist eine kanadische Cellistin.

## Leben
Die Tochter der Musikpädagogen Lynn Stodola und Philippe Djokic spielte in ihrer Kindheit Klavier und Geige und hatte achtjährig den ersten Cellounterricht bei ihrem Onkel Pierre Djokic. Weitere Lehrer waren Olive Shaw und Shimon Walt. Im Alter von fünfzehn Jahren wurde sie in das Young Artist Program des Cleveland Institute of Music aufgenommen, wo sie von Richard Aaron unterrichtet wurde. Sie setzte ihre Ausbildung am New England Conservatory bei Laurence Lesser und Paul Katz und als Stipendiatin des Canada Council bei Philippe Muller in Paris fort.
Als Solistin trat Djikoc mit nahezu allen namhaften kanadischen Sinfonieorchestern (u. a. Montreal Symphony Orchestra, Toronto Symphony Orchestra, Vancouver Symphony Orchestra), dem Philharmonic Orchestra of the Americas, der North Carolina Symphony, den Sinfonieorchestern von Syracuse, Portland und Santa Cruz, der Aachener Sinfonie und anderen auf, und als Recitalistin nahm sie am San Miguel de Allende International Music Festival in Mexiko, dem Ravinia Festival in Chicago, dem Caramoor Festival in New York, dem Ottawa International Chamber Music Festival und den Kohl Mansion Chamber Series in San Francisco teil.
Mit den Geigern Mark Fewer und Scott St. John (später durch Jonathan Crow ersetzt) und dem Bratschisten Douglas McNabney gründete sie 2001 das SuperNova Quartet. Außerdem ist sie Mitglied des Klaviertrios Triple Forte mit David Jalbert und dem Geiger Jasper Wood und trat mit den Jupiter Symphony Chamber Players und dem Omega Ensemble auf. Mit ihren Eltern und ihrem Bruder Marc Djokic nahm sie an den St. Cecilia Society Series in Halifax und am Indian River Festival in Kensington teil. Beim Toronto Summer Music Festival 2008 gab sie mit dem Perkussionisten Ryan Scott und der Tänzerin Peggy Baker die Uraufführung von Christos Hatzis’ In the Fire of Conflict. In der Carnegie Hall debütierte sie mit der Edmonton Symphony unter William Eddins mit John Estacios Triple Concerto (mit Angela Cheng und Juliette Kang). Beim Peninsula Music Festival 2016 spielte sie mit dem Festivalorchester unter Victor Yampolsky Richard Priors Cellokonzert.
Eine regelmäßige Zusammenarbeit verbindet sie mit David Jalbert, mit dem sie u. a. bei der Phillips Collection und im National Museum of Women in the Arts in Washington, bei den Dame Myra Hess Series in Chicago und bei der New Yorker Bargemusic auftrat. Beide waren Gegenstand von Paul Kimballs Dokumentarfilm Seven Days, Seven Nights (2002). Ihr Album Folklore (2005) wurde 2006 für den Juno Award und den East Coast Music Award als klassisches Album des Jahres nominiert. 2008 erschien ein Album mit Cellosonaten Benjamin Brittens.
Djokic gewann mehrere Musikwettbewerbe. Das MacLeans Magazin nahm sie 2002 unter die 25 young Canadians who are changing our world auf. Mit Jalbert, ihrem Bruder Marc und dem Klarinettisten Jean-François Normand erhielt sie 2009 den Opus Award des Conseil québécois de la musique.

## Weblink
- Website von Denise Djokic